# Australian National Kennel Council
La Australian National Kennel Council (ANKC) és una agrupació d'Austràlia, coordinadora del kennel club del país, que l'objectiu de la qual és la promoció de la puresa en la criança de les diferents races de gossos, així com de la seva selecció, proves d'obediència i altres aspectes relacionats amb el món del gos a Austràlia, com pot ser la propietat responsable dels gossos per part dels seus amos o la sensibilització a la classe política perquè tingui en compte tot això en els seus projectes legislatius i iniciatives. Va ser fundada el 1949 a Sydney. L'ANKC és membre de la Fédération Cynologique Internationale.